# Drawiny (stacja kolejowa)
Drawiny – stacja kolejowa w Drawinach, w województwie lubuskim.

## Ruch pasażerski
| Rok  | Wymiana pasażerska na dobę |
| ---- | -------------------------- |
| 2017 | 20-14                      |
| 2022 | 10-19                      |

## Połączenia
- Choszczno
- Krzyż
- Międzyzdroje
- Poznań
- Stargard
- Szczecin
- Świnoujście